# Calomyscus baluchi
Calomyscus baluchi — вид гризунів родини Calomyscidae. Зустрічається в Афганістані та Пакистані. Цей вид зустрічається в посушливих районах, де він населяє скелясті місця з розсіяним чагарником. Це вільноколоніальний вид, який живе під камінням і норами. Це нічна, рийна а зграйна тварина.